# Firenze Capitale

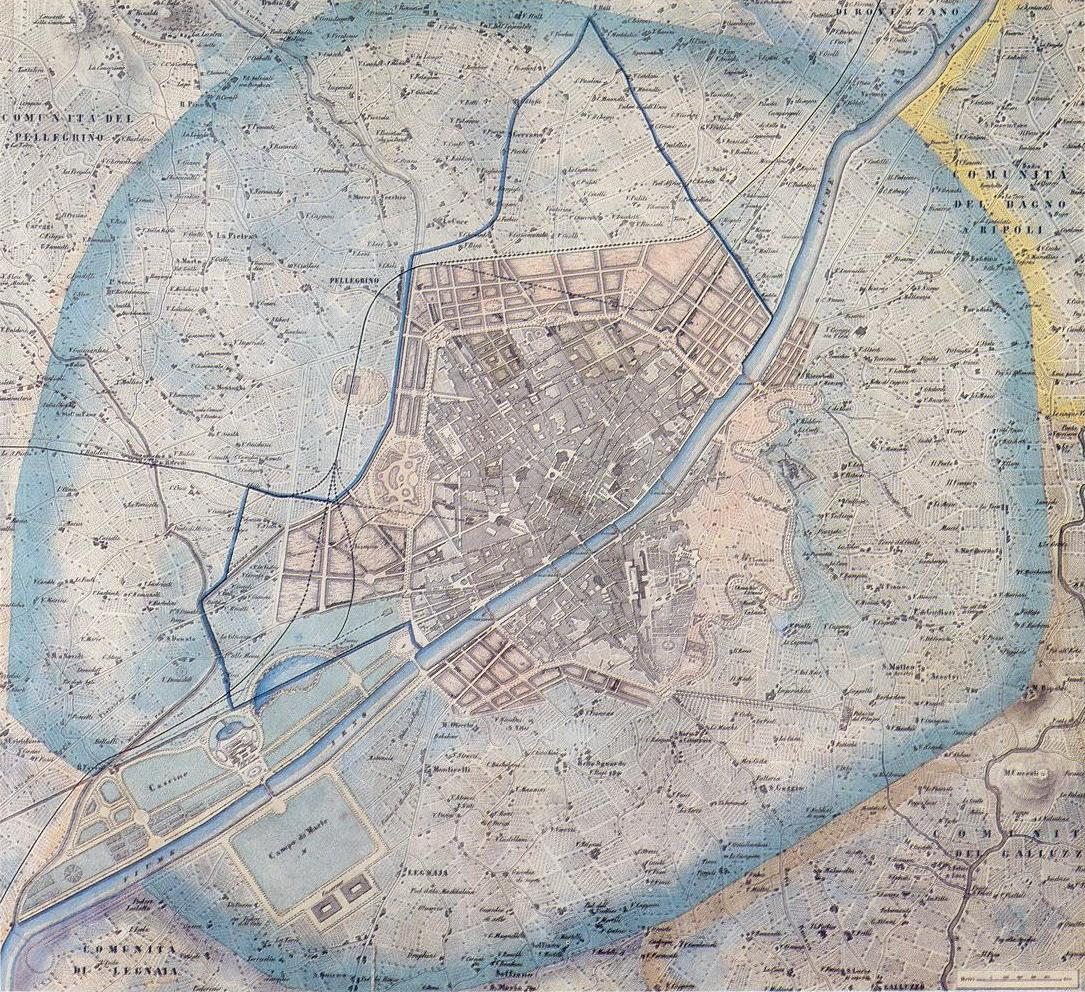
Il Piano Poggi (1865), che ridisegnò la città divenuta capitale d'Italia, configurandone il successivo sviluppo urbanistico

La città di Firenze fu capitale del Regno d'Italia per un breve periodo di sei anni, dal 3 febbraio 1865 al 3 febbraio 1871.

## Storia

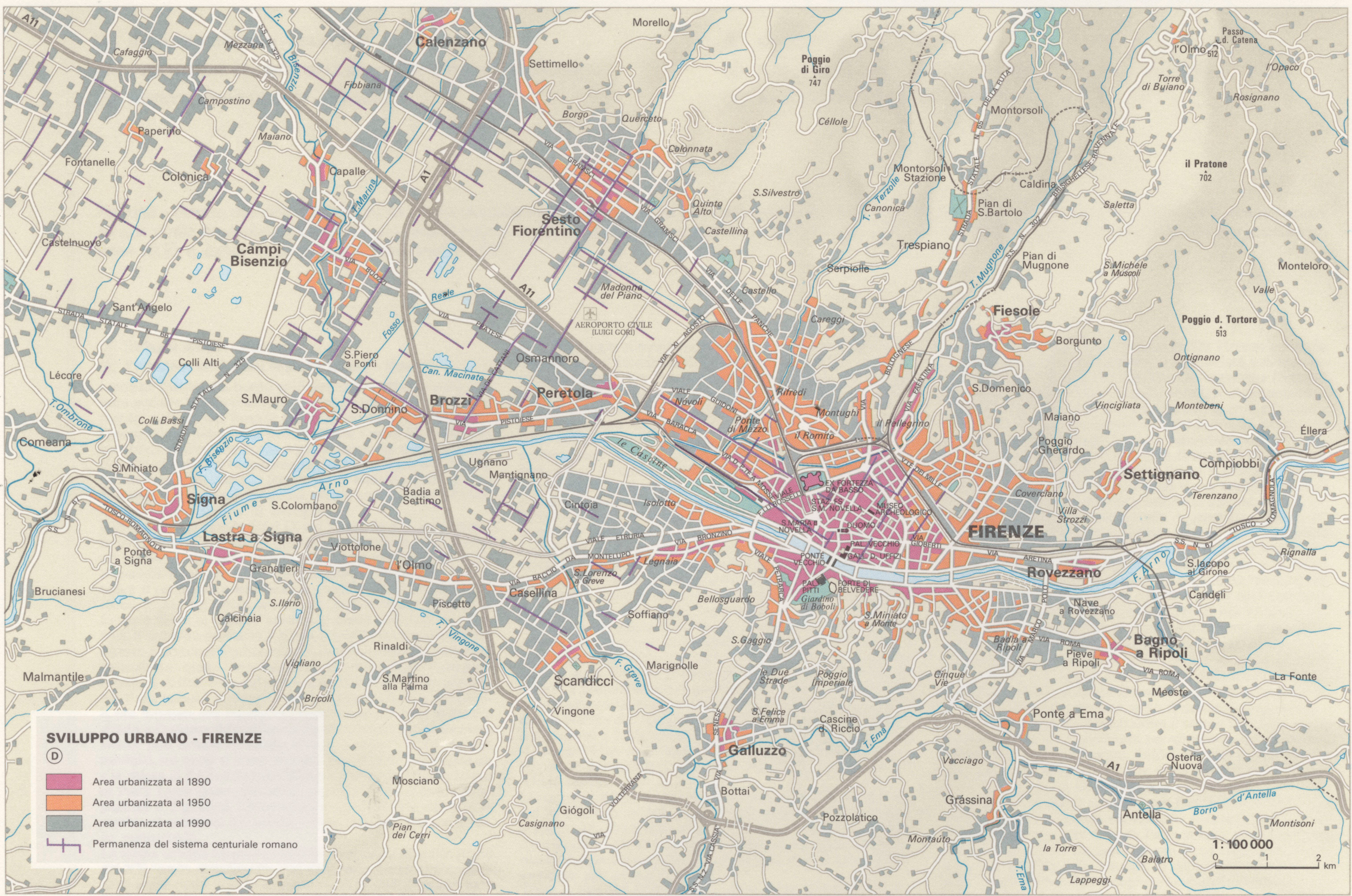
Lo sviluppo urbano della città dalla seconda metà dell'Ottocento

Con l'abdicazione di Leopoldo II il 21 luglio 1859 e la formazione del Governo provvisorio della Toscana, ebbe avvio un processo che portò rapidamente all'assorbimento del vecchio Granducato all'interno del nascente Stato italiano (22 marzo 1860). Ciò portò inevitabilmente alla perdita del ruolo di capitale da parte di Firenze.
In seguito alla convenzione di settembre del 1864 con Napoleone III, il governo italiano presieduto da Marco Minghetti decise il trasferimento della capitale del Regno d'Italia da Torino a un'altra città situata in posizione più centrale e protetta nella penisola, prendendo anche atto del profilarsi della terza guerra d'indipendenza contro l'Impero austriaco (scoppiata poi nel 1866) e in attesa che Roma, all'epoca capitale dello Stato della Chiesa, potesse essere unita all'Italia (il che avvenne nel 1870). Dopo aver vagliato l'ipotesi di trasferire la capitale italiana a Napoli, alla fine venne scelta Firenze.
L'inizio del periodo di Firenze capitale d'Italia, durato circa sei anni, era stato programmato per i primi mesi del 1865. La scelta del 3 febbraio come giorno d'inizio fu però casuale, frutto di istintiva reazione del re Vittorio Emanuele II ai disordini avvenuti a Torino il 21 e 22 settembre 1864 (strage di Torino) alla notizia del trasferimento della capitale, poi ripetutisi il 30 gennaio 1865 in occasione di una festa al Palazzo Reale di Torino. In tale circostanza, scoppiarono tumulti repressi con la forza ad altissimo prezzo: il bilancio fu di 52 morti e 187 feriti. Il re osservò direttamente dalle finestre di Palazzo Reale i suoi ospiti fischiati e ingiuriati da centinaia di manifestanti. Il re convocò il Consiglio dei ministri per il 2 febbraio e, deluso dalla mancanza di una chiara condanna degli ennesimi tumulti da parte del municipio di Torino, decise di partire alla volta di Firenze il giorno successivo per eliminare ogni dubbio sulla possibilità di tornare sulle decisioni già prese in merito.
La Gazzetta Ufficiale del 3 febbraio così comunicò il viaggio del re: “Questa mattina alle ore otto, S. M. il Re è partito da Torino per Firenze, accompagnato da S. E. il Presidente del Consiglio dei Ministri, Generale Alfonso La Marmora”. Vittorio Emanuele II, percorrendo in treno la ferrovia per Piacenza e Bologna, valicati gli Appennini per la via Porrettana da poco inaugurata, giunse a Firenze alle 22.30 circa. La stazione era sfarzosamente addobbata e illuminata: le autorità cittadine lo stavano attendendo. Le cronache narrano di un clima particolarmente festoso e accogliente, con l'abbraccio fra il re e l'anziano e autorevole senatore Gino Capponi, ormai cieco. Le carrozze del corteo percorsero le vie del centro fino a Palazzo Pitti, fra due ali di folla festante; le torce illuminavano a giorno l'intero percorso. 
Il re scelse come ambienti privati del Palazzo Pitti il lato della Meridiana, che consentiva libertà di movimento e anche riservatezza durante le uscite e le entrate dall'edificio. Dal balcone salutò più volte la folla che inneggiava. Firenze ospitò la capitale per sei anni; Palazzo Vecchio accolse la Camera dei Deputati (nel salone dei Cinquecento) e il Ministero degli esteri, gli Uffizi (nel Teatro Mediceo) il Senato del Regno, Palazzo Medici Riccardi la Presidenza del Consiglio e il Ministero dell'interno.
Mentre il Regno d'Italia armonizzava la legislazione e uniformava la macchina amministrativa con quella dei territori annessi, nei primi mesi del 1865 avvenne un esodo che aggiunse 30.000 nuove unità ai 118.000 residenti di Firenze.
Dopo le elezioni del 22 ottobre, il 18 novembre del 1865 il nuovo Parlamento si insediò nel salone dei Cinquecento, dando il via alla IX legislatura del Regno d'Italia. A presiedere la Camera dei deputati fu chiamato l'avvocato Adriano Mari, deputato eletto a Campi Bisenzio, molto stimato per equilibrio e rigore.

## Il risanamento di Firenze
Lo spostamento della capitale dette il via al cosiddetto risanamento di Firenze. La città cambiò volto, adeguandosi al nuovo ruolo, attraverso l'opera urbanistica di Giuseppe Poggi: furono abbattute le antiche mura e al loro posto, sul modello di Parigi, si realizzarono i viali di circonvallazione, culminanti nel piazzale Michelangelo.
La prima rilevante manifestazione pubblica di importanza nazionale nella stagione di Firenze Capitale fu rappresentata dall'inaugurazione del monumento a Dante Alighieri nel seicentesimo anniversario della sua nascita, realizzato dallo scultore ravennate Enrico Pazzi per piazza Santa Croce. La cerimonia si svolse il 14 maggio del 1865 alla presenza del re Vittorio Emanuele II, preceduta da un folto corteo partito da piazza Santo Spirito, con la partecipazione dei gonfaloni delle principali città italiane tra cui Roma, Torino e Venezia, con bande musicali, delegazioni istituzionali, accademie, università e sodalizi culturali testimonianti la presenza di tutta Italia.